# Dick Parry
Dick Parry (Bury St Edmunds, 22 dicembre 1942) è un sassofonista britannico.
È apparso come strumentista in vari album di moderne band e artisti, ed è probabilmente meglio conosciuto per i suoi assoli nei brani dei Pink Floyd Money, Us and Them, e Shine On You Crazy Diamond.
Ha iniziato la sua carriera come amico del chitarrista dei Pink Floyd David Gilmour, ed è stato membro della band di Gilmour degli anni '60 chiamata Jokers Wild. Da lì, Gilmour lo ha convinto a suonare in vari album dei Pink Floyd così come in tutte le relative esibizioni live tra il 1973 e il 1977, e nel tour del 1994.
È apparso durante le date live di Gilmour nel 2001 e nel 2002, e ha suonato nel tour del 2006 di On an Island in Europa, negli Stati Uniti e in Canada, eseguendo le parti di sassofono in Shine On You Crazy Diamond, Wearing the Inside Out ed in Then I Close My Eyes.
È anche apparso durante la reunion dei Pink Floyd del 2005 sul palco del Live 8, suonando in Money.
È stato in tour in Europa e Sudafrica con i Violent Femmes.